# Tabebuja
Tabebuja (lat. Tabebuia), biljni rod iz porodice katalpovki smješten u Tabebuja savez. Sastoji se od 74 vrste (i dva hibrida) drveća iz tropske Amerike od Meksika i Srednje Amerike do Kariba i Argentine. Tipična je Bignonia uliginosa Gomes, sinonim za Tabebuia cassinoides. 

## Etimologija
Generičko ime tabebuia dolazi iz jezika Tupi u Južnoj Americi i znači “stablo mrava”, što se očito odnosi na mrave koji ga nastanjuju.

## Rasprostranjenost
Tabebuje su porijeklom iz suptropskih i tropskih krajeva, protežući se od Meksika na sjeveru do Argentine na jugu; a uključujući i Karibe. Također, najveća raznolikost vrsta tabebuja je na Kubi i otoku Hispaniola (Haiti i Dominikanska Republika). 

## Opis
Stabla tabebuja pripadaju porodici katalpovki, vrlo velikoj, uglavnom tropskoj porodici biljaka koja okružuje Zemlju; najistaknutije zbog svojih izrazito ukrasnih cvjetnih stabala. Osim toga, drveće iz roda Tabebuia prirodno se pojavljuje samo u tropima Novog svijeta i možda je najpoznatije ukrasno bilje iz cijele porodice katalpovki.
Studija iz 1992. opisala je 100 vrsta Tabebuia. Stoga su naknadna istraživanja dovela do promjene imena i neke vrste sada pripadaju rodovima Tabebuia Handroanthus i Roseodendron. Ostavljajući 67 vrsta Tabebuia koje su bile priznate. Promjene znanstvenih naziva ni na koji način ne mijenjaju činjenicu da su tabebuje spektakularno drveće tropskih šuma.
Tabebuje su zimzelene ili sezonski listopadne. U potonjem slučaju ispuštaju lišće nakratko u hladnijoj sezoni; u koje vrijeme se cvijeće nosi. Ova navika čini cvjetanje privlačnijim jer su cvjetovi toliko vidljivi, a stablo nema konkurentskih listova.

## Upotrdeba
Osim što su izvanredno ukrasno drveće, nekoliko vrsta također je važan izvor drva. Budući da je drvo Tabebuia srednje težine, izdržljivo i popularno za podove; drvo je poznato kao ipe u trgovini drvom.

## Vrste
1. Tabebuia acrophylla (Urb.) Britton
2. Tabebuia angustata Britton
3. Tabebuia arimaoensis Britton
4. Tabebuia aurea (Silva Manso) Benth. & Hook.f. ex S.Moore
5. Tabebuia bahamensis (Northr.) Britton
6. Tabebuia berteroi (DC.) Britton
7. Tabebuia bibracteolata (Griseb.) Britton
8. Tabebuia brooksiana Britton
9. Tabebuia buchii (Urb.) Britton
10. Tabebuia bullata A.H.Gentry
11. Tabebuia calcicola Britton
12. Tabebuia caleticana A.H.Gentry & D.Albert
13. Tabebuia cassinoides (Lam.) DC.
14. Tabebuia clementis Alain
15. Tabebuia conferta Urb.
16. Tabebuia crispiflora Alain
17. Tabebuia densifolia Urb.
18. Tabebuia domingensis (Urb.) Britton
19. Tabebuia dubia (C.Wright) Britton ex Seibert
20. Tabebuia elegans Urb.
21. Tabebuia elliptica (DC.) Sandwith
22. Tabebuia elongata Urb.
23. Tabebuia fluviatilis (Aubl.) DC.
24. Tabebuia gemmiflora Rizzini & A.Mattos
25. Tabebuia glaucescens Urb.
26. Tabebuia gracilipes Alain
27. Tabebuia haemantha (Bertol. ex Spreng.) DC.
28. Tabebuia heterophylla (DC.) Britton
29. Tabebuia hypoleuca (C.Wright) Urb.
30. Tabebuia inaequipes Urb.
31. Tabebuia insignis (Miq.) Sandwith
32. Tabebuia jackiana Ekman ex Urb.
33. Tabebuia jaucoensis Bisse
34. Tabebuia karsoana Trejo
35. Tabebuia lepidophylla (A.Rich.) Greenm.
36. Tabebuia lepidota (Kunth) Britton
37. Tabebuia leptoneura Urb.
38. Tabebuia linearis Alain
39. Tabebuia maxonii Urb.
40. Tabebuia microphylla (Lam.) Urb.
41. Tabebuia moaensis Britton
42. Tabebuia multinervis Urb. & Ekman
43. Tabebuia myrtifolia (Griseb.) Britton
44. Tabebuia nodosa (Griseb.) Griseb.
45. Tabebuia obovata Urb.
46. Tabebuia obtusifolia (Cham.) Bureau
47. Tabebuia ophiolithica Alain
48. Tabebuia orinocensis (Sandwith) A.H.Gentry
49. Tabebuia ovatifolia Vattimo
50. Tabebuia pallida (Lindl.) Miers
51. Tabebuia palustris Hemsl.
52. Tabebuia paniculata Leonard
53. Tabebuia pilosa A.H.Gentry
54. Tabebuia pinetorum Britton
55. Tabebuia platyantha (Griseb.) Britton
56. Tabebuia polyantha Urb. & Ekman
57. Tabebuia polymorpha Urb.
58. Tabebuia pulverulenta Urb.
59. Tabebuia reticulata A.H.Gentry
60. Tabebuia revoluta (Urb.) Britton
61. Tabebuia ricardii M.Mejía
62. Tabebuia rigida Urb.
63. Tabebuia rosea (Bertol.) DC.
64. Tabebuia roseoalba (Ridl.) Sandwith
65. Tabebuia sagrae Urb.
66. Tabebuia sauvallei Britton
67. Tabebuia schumanniana Urb.
68. Tabebuia shaferi Britton
69. Tabebuia simplicifolia Carabia ex Alain
70. Tabebuia stenocalyx Sprague & Stapf
71. Tabebuia striata A.H.Gentry
72. Tabebuia trachycarpa (Griseb.) K.Schum.
73. Tabebuia vinosa A.H.Gentry
74. Tabebuia zanonii A.H.Gentry
75. Tabebuia ×del-riscoi Borhidi
76. Tabebuia ×perelegans Borhidi